# Canton d'Astaffort
Le canton d'Astaffort est une ancienne division administrative française située dans le département de Lot-et-Garonne, en région Aquitaine.

## Géographie
Ce canton était organisé autour d'Astaffort dans l'arrondissement d'Agen. Son altitude variait de 43 m (Layrac) à 215 m (Astaffort) pour une altitude moyenne de 78 m.

## Communes
Le canton d'Astaffort comprenait les 8 communes suivantes :
| Nom                         | Code Insee | Intercommunalité        | Superficie (km2) | Population (dernière pop. légale) | Densité (hab./km2) |
| --------------------------- | ---------- | ----------------------- | ---------------- | --------------------------------- | ------------------ |
| Astaffort (chef-lieu)       | 47015      | CA Agglomération d'Agen | 35,17            | 2 030 (2014)                      | 58                 |
| Caudecoste                  | 47060      | CA Agglomération d'Agen | 17,13            | 1 010 (2014)                      | 59                 |
| Cuq                         | 47076      | CA Agglomération d'Agen | 16,89            | 272 (2014)                        | 16                 |
| Fals                        | 47092      | CA Agglomération d'Agen | 9,40             | 364 (2014)                        | 39                 |
| Layrac                      | 47145      | CA Agglomération d'Agen | 38,11            | 3 520 (2014)                      | 92                 |
| Saint-Nicolas-de-la-Balerme | 47262      | CA Agglomération d'Agen | 4,72             | 392 (2014)                        | 83                 |
| Saint-Sixte                 | 47279      | CA Agglomération d'Agen | 5,92             | 354 (2014)                        | 60                 |
| Sauveterre-Saint-Denis      | 47293      | CA Agglomération d'Agen | 8,25             | 443 (2014)                        | 54                 |

## Démographie
| 1962  | 1968  | 1975  | 1982  | 1990  | 1999  | 2006  | 2011  | 2012  |
| ----- | ----- | ----- | ----- | ----- | ----- | ----- | ----- | ----- |
| 6 844 | 6 583 | 6 514 | 6 904 | 7 222 | 7 540 | 7 970 | 8 342 | 8 335 |

## Représentation

### Conseillers généraux de 1833 à 2015
| Période                                  | Période                   | Identité                                 | Étiquette                   | Qualité                                                                                                |
| ---------------------------------------- | ------------------------- | ---------------------------------------- | --------------------------- | --- |
| 1833                                     | 1842                      | Pierre Louis de Laffitte de Lajoannenque |                             | Maire d'Astaffort                                                                                      |
| 1842                                     | 1848                      | Bernard Florian Bouet                    | Conservateur                | Président de chambre à la Cour royale d'Agen Député (1837-1844)                                        |
| 1848                                     | 1852                      | Elvin de Lafont                          |                             | Propriétaire, ancien adjoint au maire d'Astaffort                                                      |
| 1852                                     | 1867                      | Bernard Florian Bouet                    | Conservateur                | Président de chambre à la Cour impériale d'Agen                                                        |
| 1867                                     | 1885 (démission)          | Gustave de Laffitte de Lajoannenque      | Républicain Conservateur    | Propriétaire de vignobles Maire d'Astaffort Député (1876-1885 et 1889-1893)                            |
| 1885                                     | 1886                      | Charles Bouet                            | Droite                      | Ancien juge d'instruction à Agen Maire d'Astaffort                                                     |
| 1886                                     | 1918 (décès)              | Philippe Dauzon                          | Rad.                        | Avocat - Député (1893-1910)                                                                            |
| 1919                                     | 1938                      | Gaston Carretté                          | RG                          | Négociant en vins, maire de Layrac (1919-1935)                                                         |
| 1938                                     | 1941 (démission d'office) | Gaston Martin                            | Rad.                        | Professeur à la faculté de lettres de Bordeaux Député (1932-1936) Révoqué par le Gouvernement de Vichy |
|                                          |                           |                                          |                             | |
| 1945                                     | 1951                      | Jean Saubestre                           | SFIO                        | Instituteur, ancien résistant Maire d'Astaffort (1945-1959)                                            |
| 1951                                     | 1964                      | Henri Caillavet                          | Rad.                        | Avocat Député (1946-1958) Sénateur (1967-1983) Secrétaire d'État (1953 et 1955)                        |
| 1964                                     | 1994                      | Georges Sagazan (1911-1996)              | Rad. puis MRG puis UDF-Rad. | Chef d'entreprise Maire d'Astaffort (1977-1989)                                                        |
| 1994                                     | 2004 (décès)              | Danielle Esteban                         | PS                          | Maire d'Astaffort (2001-2004)                                                                          |
| 2004                                     | 2015                      | Michel Esteban                           | PS                          | Consultant informatique Conseiller municipal d'Astaffort                                               |
| Les données manquantes sont à compléter. |                           |                                          |                             | |

### Conseillers d'arrondissement (de 1833 à 1940)
| Période                                  | Période | Identité                            | Étiquette   | Qualité |
| ---------------------------------------- | ------- | ----------------------------------- | ----------- | --- |
| 1833                                     | 1842    | M. Duffourc                         |             | Juge de paix à Astaffort                                                                                    |
| 1842                                     | 1848    | Gabriel Justin Gavarret (1805-1861) |             | Notaire à Astaffort                                                                                         |
|                                          |         |                                     |             | |
| 1877                                     | 1889    | M. Lannes                           | Républicain | |
| 1889                                     | 1895    | M. Caritan                          | Républicain | |
| 1895                                     | 1907    | M. Ollier                           | Radical     | |
| 1907                                     |         | Joseph Danglade                     | Radical     | Maire de Layrac                                                                                             |
|                                          |         |                                     |             | |
| 1919                                     | 1931    | Jean Léopold Dupouy (1876-1950)     | Radical     | Adjoint au maire de Fals                                                                                    |
| 1931                                     | 1940    | M. Rizon                            | Radical     | |
| 1940                                     |         |                                     |             | Les conseils d'arrondissement ont été suspendus par la loi du 12 octobre 1940 et n'ont jamais été réactivés |
| Les données manquantes sont à compléter. |         |                                     |             | |